# Marge sur coût variable
La marge sur coût variable correspond au prix de vente par unité moins le coût variable par unité. La marge représente la part du chiffre d'affaires non consommée par les coûts variables et contribue ainsi à la couverture des coûts fixes. Ce concept est l’un des éléments clés de l’analyse du seuil de rentabilité.
Dans l'analyse coût-volume-profit, une forme de comptabilité de gestion, la marge sur coût variable est une donnée utile pour la réalisation de divers calculs, et peut être utilisée, entre autres, pour mesurer le levier d'exploitation (qui sert à quantifier l’effet de levier). En règle générale, les marges sur coûts variables sont faibles dans le secteur tertiaire à forte intensité de main-d'œuvre (facteur travail), tandis que les marges sur coûts variables élevées prévalent dans le secteur industriel à forte intensité de capital.

## Objectifs
Dans l’analyse coût-volume-profit, elle simplifie le calcul du résultat net et, en particulier, l’analyse du seuil de rentabilité.
Compte tenu de la marge sur coût variable, un responsable, peut facilement calculer le seuil de rentabilité et le chiffre d’affaires ciblé, et prendre de meilleures décisions concernant l’ajout ou la suppression d’une ligne de produits, la tarification d’un produit ou service et la structure de commissions ou de primes.

En outre, la marge sur coût variable diffère de la marge brute dans la mesure où un calcul de marge sur coût variable vise à séparer les coûts variables des coûts fixes (qui sont inclus dans le calcul de la marge brute) sur la base d'une analyse économique de la nature de la dépense. Qui plus est, la marge est déterminée selon les normes comptables. Le calcul de la marge sur coût variable est un excellent outil pour aider les gestionnaires à déterminer s'il convient de conserver ou de supprimer certains aspects de l'entreprise.
Par exemple, une ligne de production avec une marge sur coût variable positive doit être conservée même si elle génère un bénéfice total négatif, étant donné que la marge sur coût variable compense une partie du coût fixe. Cependant, une ligne de production devrait être abandonnée si la marge sur coût variable est négative car la société souffrirait de chaque unité produite.
L'analyse de la marge sur coût variable est également applicable lorsque l'autorité fiscale effectue des enquêtes fiscales en identifiant les personnes interrogées ayant des ratios de marge de contribution inhabituellement élevés par rapport à d'autres sociétés du même secteur.
La marge sur coût variable est également l'un des facteurs permettant de déterminer si une entreprise bénéficie d'un pouvoir monopolistique en droit de la concurrence, tel que le recours au test de l'indice de Lerner,.

## Mode de calcul de la marge sur coûts variables
Le mode de calcul de la marge sur coûts variables, le plus répandu est celui-ci (tous les chiffres exprimés doivent être hors taxe (HT) car la TVA ne présente ni un appauvrissement de l'entreprise susdite ou un enrichissement) :
Il faut dans un premier temps déterminer les charges fixes (CF), les CF sont les charges qui ne bougent pas quelle que soit l'activité de l'entreprise (électricité, loyer,assurances, impôts, etc.).
Il faut dans un second temps, trouver les charges variables (CV) qui varient normalement proportionnellement à l'activité de l'entreprise (achat de matières premières, achat de matière consommables, etc.).
Après avoir déterminé la somme des charges variables, il nous suffit de prendre le chiffre d'affaires (CA) d'y retirer la charge variable et grâce à ce calcul nous trouvons notre marge sur coûts variables (M/CV) : M/CV=CA-CV.
Maintenant que nous avons trouvé notre marge sur coûts variables, nous pouvons calculer le taux de marge sur coûts variables (TM/CA), le seuil de rentabilité (SR) mais également le point mort de l'entreprise en nombre de jours.

### Bilan comptable
Nous pouvons calculer la marge sur coûts variables à partir de différents documents comptable notamment par le truchement du compte de résultat différentiel et du bilan comptable. Ces documents s'obtiennent avec toutes les données financières et/ou immobilisations que possèdent l'entreprise.

## Utilité de la marge sur coûts variables
Le calcul de la marge sur coûts variables permet de savoir si l'entreprise réalise un volume de ventes suffisant pour couvrir ses coûts fixes, voire réaliser un bénéfice.
Contrairement aux charges fixes (comme le loyer, coûts administratifs, etc.), les charges variables fluctuent proportionnellement au niveau d’activité (matière première, etc.)
Une fois que l'on connaît la marge sur coûts variables, on peut facilement calculer le taux de marge sur coûts variables. Le taux de marge sur coûts variables permet de voir si le pourcentage de marge réalisé est suffisant. Le taux de marge sur coûts variables permet de faire des prévisions pour les années futures grâce aux prévisions de ventes.
Taux de marge sur coûts variables = Marge sur coûts variable / Chiffre d'affaires
La marge sur coûts variables et le taux de marge sur coûts variables sont nécessaires pour le calcul d'un indicateur important pour l'entreprise : le seuil de rentabilité.